# O-I
O-I (яп. オイ車) — семейство сверхтяжёлых танков, разработанные Японией в 1939—1945 годах, с целью нападения на СССР и Китай и в целях береговой обороны. В 1943 году был построен один 120-тонный прототип из конструкционной стали без башни. Испытания закончились поломками ходовой части, в конце 1944 года танк был разобран на металлолом. Предполагалось, что по завершении сборки на танк будет установлена 15-см гаубица. Был построен один прототип (однако его фотографии до сегодняшнего дня не сохранились), серийно не производился.

## История создания
После поражения Японии в битве на Халхин-Голе армия поняла, что её нынешние танки Чи-Ха и Ха-Го не способны конкурировать с более современными танками Красной Армии. Хидэо Ивакуро, начальник управления армии, поручил полковнику Мурате, главе 4-го научно-исследовательского института технических наук (организация по разработке танков в Японии), построить сверхтяжелый танк. Хидэо Ивакуро говорил:

«Совершенно секретно. Я хочу, чтобы Вы спроектировали огромный танк, который мог бы использоваться как мобильный ДОТ на широких открытых равнинах Маньчжурии… Сделайте его в два раза больше имеющихся танков по габаритам».
— 
На тот момент самым большим танком в Японии был Тип 2595 (Тип 95).
В марте 1941 года первоначальные проектные работы были завершены, и танк был готов к постройке. В следующем месяце избранные инженеры, в том числе Сигэо Отака, были доставлены в штаб-квартиру 4-го института технических исследований в Токио. Инженерам сказали не говорить о том, что они увидят, и провели их через тускло освещённые казармы в звукоизолированное помещение без окон, где позже прошли совещания по поводу конструкции танка. Единственным входом в комнату была двойная дверь (например, воздушный шлюз), предназначенная для защиты секретности комнаты от наблюдателей. У каждого офицера, присутствовавшего на встрече, была отдельная часть конструкции, которая после сборки раскрывала весь танк. Конструкторы назвали этот танк Mi-To (от Mitsubishi-Tokyo), в армии получил индекс O-I: от «большой» (яп. 大きい оокий) и порядкового номера «1-й», см. Ироха.

## Конструкция
Инженер Сигэо Отака дал параметры танка: длина — 10 метров, ширина — 4,2 метра и высота 4 метра (корпус — 2,5 метра). Ширина гусениц составляла 800 мм. Силовая установка обеспечивалась двумя бензиновыми двигателями с воздушным охлаждением Kawasaki Ha-9, расположенными параллельно по длине в корпусе, каждый мощностью 550 л. с., что суммарно составляло 1100 л. с. Трансмиссия была увеличенной версией трансмиссии Чи-Ха. Он был установлен в задней части между двумя двигателями. Подвеска состояла из двух тележек с винтовой пружиной на каждую сторону, каждая из которых имела два комплекта из четырёх цельностальных опорных катков (четыре на внутренней стороне зубьев гусеницы, четыре на внешней стороне), всего восемь пар опорных катков на каждой стороне. Танк был вооружен 15-см гаубицей Тип 96 в главной башне. Перед основной башней находились две мини-башни, каждая из которых имела 47-мм танковую пушку Тип 1.
Четвёртая башня со сдвоенными пулеметами Тип 97 размещалась над трансмиссией в корме. Броня подходила для мобильного бункера; 150 мм в передней части, полученная путем прикручивания дополнительной 75-мм пластины к 75-мм лобовой части корпуса танка. Боковая броня корпуса имела толщину всего 35 мм с дополнительной боковой юбкой 35 мм, закрывающей весь борт и гусеницы. Внутри было достаточно места, чтобы человек мог удобно стоять. Две 16-миллиметровые переборки (другие источники утверждают, что 20-миллиметровые) делили танк на три части: отделение водителя, боевое отделение главной башни и моторное отделение.

## Модификации
- Тип 96 — проект 96-тонного танка, представляет собой четырёхбашенный сверхтяжёлый танк. В качестве вооружения предусматривалась 105-миллиметровая гаубица в основной башне, две 47-мм пушки в башенках спереди корпуса и два 7,7-мм пулемета в башне на корме. Машина должна была иметь бронирование до 80 миллиметров (лоб). Впоследствии проект был направлен на доработку, впоследствии стал О-И/Ми-То;
- Ми-То (Танк полковника Ивакуро) — ранний вариант сверхтяжелого танка c боевой массой в 150 тонн. Данный проект считается основным проектом из серии О-И/Ми-То. В качестве вооружения предусматривалась короткоствольная 150-миллиметровая гаубица в основной башне, две 57-мм пушки в башенках спереди корпуса и два 7,7-мм пулемета в башне на корме. Машина должна была иметь бронирование до 80 миллиметров (лоб). В большинстве источников именуется как Mi-To;
- Ранний вариант O-I — является удешевлённой и облегченной версией Mi-To. Конструкторы отказались от одной башни во лбу, бронирование лба планировалось уменьшить до 70 мм. Основная башня была переработана и увеличена. 150-миллиметровая гаубица изначально была заменена на 75-миллиметровое орудие, затем на 105-миллиметровую короткоствольную гаубицу. Масса танка составляла 100 тонн;
- Тип 100 O-I — вариант О-И массой в 100 тонн. В качестве вооружения предусматривалась короткоствольная 150-миллиметровая гаубица Тип 96 в основной башне, две 57-мм пушки в башенках в лобовой части корпуса. Общая длина танка достигала 10 м, ширина — 4,2 м. Высота корпуса без башни составляла 2,5 м, с башней — 4 м, ширина траков — 900 мм (по другим данным — 800 мм). Машина должна была иметь бронирование до 80 миллиметров (лоб);
- Тип 120 O-I — модернизированный вариант массой в 120 тонн, разработанный в 1943 году. Бронирование во лбу было увеличено до 200 мм, в основную башню установили длинноствольную 100-мм пушку. В качестве дополнительного вооружения были использованы 57-мм пушки. На основную башню установили башенку с зенитным пулеметом. Вместо бензиновых двигателей предполагалось установить два дизельных мотора BMW. Оценочная скорость составляла около 25 км/ч.

## Дальнейшая судьба проекта
По словам историка Стивена Залоги, существовали «слухи о том, что работа ведется» по 120-тонной версии O-I, но никакой подтверждающей это документации не сохранилось. В свою очередь, по данным Акиры Такидзавы, один прототип массой в 120 тонн был завершен в 1943 году. Однако танк был признан «непрактичным», и проект был свёрнут. Исследователь Кеннет Эстес утверждает, что проект O-I был отменен до того, как прототип в 120 тонн был завершен.
Трак танка O-I теперь демонстрируется в лагере Тагихара Сил самообороны Японии. Точный статус разработки прототипа O-I неизвестен.

## В массовой культуре

### В компьютерных играх
Семейство сверхтяжёлых танков O-I представлено в ММО-игре World of Tanks: 150-тонный вариант (Ми-То) представлен как O-I (6 уровень), его выдуманный разработчиками экспериментальный вариант — O-I Exp. (5 уровень), Type 100 O-I — O-Ni (7 уровень) и Type 120 O-I — O-Ho (8 уровень). Так же представлен вариант со 150мм гаубицей и 105мм пушкой в режиме Roblox Cursed Tank simulator, там он расположен на 6 уровне как чертёж, раньше был доступен к покупке "под ключ" без необходимости крафта из материалов